# 国分盛重
国分 盛重（こくぶん もりしげ）は、甥の伊達政宗に仕えた戦国時代の武将で後に久保田藩重臣。秋田伊達氏初代。はじめ伊達政重といい、さらに国分氏を継いで国分政重、ついで国分盛重と名を改め、最終的には伊達盛重と名乗った。通称は彦九郎、能登守、三河守。

## 概要
兄の輝宗の代のとき、天正5年（1577年）に国分氏のもとに代官として遣わされ、後に国分氏を継いだ。国分氏は今の仙台市付近を治めた小大名（国衆）で、これによって伊達氏に従属した。盛重は伊達氏の武将として活躍し、天正13年（1585年）に甥にあたる主君政宗の下で人取橋の戦いに加わった。しかし、家中の反発を抑えきれず、天正15年（1587年）に政宗に討伐されかかった。盛重は政宗に謝罪して許されたが、国分氏の家臣は政宗直轄とされた。天正18年（1590年）から19年（1591年）の葛西大崎一揆鎮圧で、伊達政宗と蒲生氏郷が不和になったときに、氏郷の帰国の安全を保証する人質になった。盛重はその後も伊達氏一族の武将として重きをなしたが、慶長元年（1596年）に出奔して佐竹義宣のもとに走り、その家臣になった。慶長5年（1600年）に佐竹氏の転封に従って秋田に移り、横手城を与えられ、元和元年（1615年）に死去した。

## 生涯

### 国分氏の継嗣
天文22年（1553年）、伊達晴宗の5男として生まれる。幼名は彦九郎。元服当初の名は政重。輝宗の弟、政宗の叔父にあたる。
天正5年（1577年）、兄・輝宗の命により陸奥国宮城郡の国分氏の後継者として送り込まれた。
政重が国分氏の当主になった事情ははっきりしない。江戸時代に仙台藩が編纂した『性山公治家記録』（伊達治家記録）は、この年に国分盛氏が跡継ぎ無くして死去したため、家臣の堀江掃部らが伊達氏からの当主を迎えるよう運動し、政重が跡を継いだとする。しかし国分の家中には政重を嫌う動きがあり、輝宗は鬼庭良直を派遣して調停させたがうまくいかなかった。そこで輝宗は、自分に次男が生まれたらそれを国分の跡継ぎにするので、彦九郎はそれまでの代官にすぎないと約束した。輝宗は12月19日に、九郎（彦九郎）が堀江掃部尉をないがしろにしたら自分に言うように、と述べる書状を送った。
問題の12月19日の書状は、九郎を国分の代官にしたことについて堀江掃部尉に礼を述べ、九郎（彦九郎）が堀江掃部尉をないがしろにしたら自分に言うようにとしたものである。これからすると、政重が国分氏の当主になったのはそれより後と推定できる。
国分氏の系図には、盛氏 = 盛重と続けるものと、盛氏 - 盛顕 = 盛重と続けるものがある。後者は盛顕は盛氏の子で天正6年（1578年）卒とするから、盛顕の存命中に盛重が代官になり、翌年に盛顕が死んだということになる。子がないから盛重が入ったとする治家記録の話と食い違う。国分氏については他にも諸伝の間に矛盾が多いので、どちらが正しいか判定できず、どちらも間違っている可能性もある。
いずれにせよ、政重の国分氏入りは順調なものではなく、家中の反発は強かったようである。

### 戦国大名伊達氏の武将
形式的には臣下にならなかったものの、政重の下で国分氏は伊達氏に従属した。国分氏はかつて北隣の留守氏と戦いを繰り返したが、留守氏にも政重の兄留守政景が養子に入ったため、両氏の戦いは止んだ。時期は不明だが、政重は小泉城（若林城の前身または近接地）から松森城に移り住んだと江戸時代の地誌に伝えられる。
治者としては、陸奥国分寺の衰微を憂えて寺のために殿堂を建てた。おそらくそれに関連して、天正13年（1585年）には国分寺の本尊をおさめるための小厨子を作らせた。
政重は、天正13年（1585年）11月17日の人取橋の戦いに参加し、主力の一部として政宗の本陣がある観音堂山の麓に展開し、攻め寄せてきた佐竹・蘆名連合軍と戦った。

### 家中の反発
政重は家中の反発を抑えきれず、天正15年（1587年）に堀江長門守らが反抗の動きを見せた。伊達政宗は4月25日に家臣の伊東重信を派遣し、意見聴取にあたらせた。重信は5月8日に静謐になったことを報告した。事態の収拾には留守政景の助力もあった。
だがそれでも不満はおさまらず、伊東重信が前回とあわせて3度、浜田景隆が1度、高野親兼と片倉紀伊の2人が1度、国分に遣わされた。
政宗は、国分の騒乱は政重の政治がよくないせいだと考え、国分を攻め滅ぼそうとした。小山田頼定に出兵の指揮をとるよう命じ、10月16日には岩沼に拠る泉田重光にも協力を命じた。政重は国分から退き、米沢に参上して政宗に謝罪した。それでも国分家は静まらなかったが、国分攻めは取り止めになった。政重は国分領に帰ることなく、これ以後国分氏の家臣は政宗直轄とされ、「国分衆」と呼ばれるようになった。
政重は、天正14年（1586年）から天正16年（1588年）頃に、盛重と名を改めた。

### 豊臣政権下伊達氏の家臣
天正18年（1590年）に豊臣秀吉が小田原の北条氏を攻めるのを見て、政宗は秀吉に服従することを決めた。秀吉は奥州仕置によって伊達氏の新領土を削り、留守氏・陸奥石川氏らを取り潰したが、国分氏は伊達氏の家臣であるとみなされたため、改易の対象とならなかった。
その年の終わりに葛西大崎一揆が起こった。政宗は直ちに出陣し、会津の領主蒲生氏郷もその後を追った。が、氏郷は行軍中に政宗が一揆を扇動したという情報に接し、警戒して旧大崎領の名生城を攻め取ってそこに立てこもった。一揆を鎮圧した政宗は、秀吉からかけられる嫌疑を晴らすためにまず氏郷と和解しようとした。氏郷は伊達領内の安全通行のために留守政景か伊達成実を人質に名生に出すよう要求した。政宗は出陣中の両人のかわりに、国分盛重を遣わしたが、氏郷はこれに満足しなかった。結局政宗は伊達成実を呼び返した。成実、盛重、仲裁役の浅野正勝の3人は翌年元日に名生城に入り、信夫郡大森まで蒲生氏郷に同行した。
豊臣秀吉に弁明するため一時京都に上った政宗は、6月に米沢城からあらためて鎮圧軍を率いて発進した。このとき米沢城の留守に国分盛重と伊達宗清が残された。政宗は戦況や国替えの風聞についてたびたび書状をやって2人と連絡をとった。
この天正19年（1591年）、天正20年（1592年）頃に、国分盛重は伊達氏に復して伊達盛重と名乗ったらしい。これが盛重の最終的な名乗りとなる。
天正20年（1592年）に伊達政宗が朝鮮の役のため兵を率いて九州に参陣したとき、国分盛重は岩出山城を留守する複数の家臣の一人とされた。九州在陣中に政宗は亘理元宗・石川昭光・石川義宗・国分盛重に在陣の消息を報せる書状を送った。
文禄4年（1595年）7月に豊臣秀次が切腹させられると、秀次と近かった伊達政宗は「謀反」への関与を疑われた。許された政宗は、8月24日に主だった家臣と連名で身の潔白と今後の忠誠を記した誓詞を出した。その中に伊達彦九郎盛重の名があり、他の親類衆と共に一般の家臣より先（5番目）に書かれている。これらの出来事から、盛重個人は伊達氏一族の武将として重んじられていたことがわかる。

### 佐竹氏への出奔と久保田藩親類衆としての晩年
盛重は、慶長元年（1596年）か慶長4年（1599年）に伊達家を出奔した。原因動機は不明だが、処遇に不満を抱いた家臣の出奔はこの頃珍しいことではなく、伊達家からも他に遠藤宗信・伊達成実・茂庭綱元らが出ている。
盛重は甥の佐竹義宣のもとに走り、その家臣になった。佐竹家中では侍大将として遇され一族の席を与えられ、島崎城を与えられた。この頃盛重は三河守を称した。
慶長5年（1602年）、佐竹氏の転封に従って常陸国から秋田に移り、1,000石と横手城を与えられて秋田伊達氏の祖となった。
慶長19年(1614年)の大坂冬の陣に従軍し、今福の戦いで奮戦したとされる。翌年の夏の陣では病のために従軍しなかった。
元和元年（1615年）7月15日、死去。享年63。養子の伊達宣宗（佐竹義久の子）が跡を継いだ。仙台藩に残留した男子のうち一人は、国分の旧家臣で盛重の娘の嫁ぎ先である古内氏の養子となった。伊達忠宗の重臣となった古内重広である。

## 関連作品
- 『独眼竜政宗』（1987年NHK大河ドラマ、演：イッセー尾形）